# Sistema porta hepático
A designação de sistema porta hepático é atribuída à veia porta e suas tributárias. É o maior sistema porta do corpo e transporta o sangue dos órgãos abdominais para o fígado.

## Anatomia
O retorno venoso do intestino é feito por duas veias, a veia mesentérica superior que drena o intestino delgado, estômago e parte do cólon, e a mesentérica inferior que drena o intestino grosso. A mesentérica inferior reúne-se com a veia esplénica (veia que vem do baço) antes desta se anastomosar com a veia mesentérica superior para formar a veia porta. Esta veia, por sua vez, recebe a veia gástrica e a pré-pilórica pouco antes de atingir o hilo hepático. No fígado a veia porta ramifica-se em vénulas e posteriormente capilares que se continuam por uma outra rede de capilares que reunindo-se vão formar vénulas e veias para terminar dando origem à VCI.

### Veia principal
A veia porta hepática (às vezes chamada simplesmente de veia porta) é uma veia porta no corpo humano que drena sangue do sistema digestivo e de suas glândulas associadas. É um dos principais componentes do sistema venoso porta hepático.
É formada pela união da:
- veia esplênica com a
- veia mesentérica superior

Antes da veia mesentérica superior sofrer uma anastomose e formar a veia porta, a veia esplênica se junta à veia mesentérica inferior. 
Ao chegar perto do hilo hepático, a veia porta ainda recebe a veia gástrica esquerda e a veia pré pilórica. 
Antes de entrar no fígado, a veia porta se bifurca em ramos direito e esquerdo. 
É importante ressaltar que a veia porta do fígado drena sangue para o fígado, e não do fígado. O sangue que entra no fígado vindo da veia porta, depois de ser 'limpo' pelo fígado, vai até a veia cava inferior através das veias hepáticas. A veia mesentérica superior geralmente não se liga diretamente à veia porta hepática, vindo a drenar na veia esplênica.
A veia porta se ramifica em diversas veias que se abrem nos sinusoides hepáticos. O sangue é posteriormente reabsorvido para a veia hepática e entra na veia cava inferior.
As tributárias da veia porta hepática incluem:
- veia gástrica esquerda e veia gástrica direita
- veia mesentérica superior
- veia esplênica
- veias paraumbilicais

## Fisiologia
Recolhendo o retorno venoso de todo o baço, este sistema venoso permite que todas as substâncias absorvidas no trato digestivo passem primeiro pelo fígado onde são transformadas, antes de passarem à circulação sistémica pela veia hepática.
Quase todo sangue vindo do sistema digestivo drena em uma circulação venosa especial chamada circulação porta. Isto é porque contém todos os nutrientes e toxinas que são absorvidos ao longo do trato digestivo da comida ingerida. Antes de essas substâncias irem para a circulação sistêmica (a principal circulação sanguínea do corpo), elas devem ser filtradas primeiro para remover ou desintoxicá-las antes. Essa filtragem e desintoxicação é uma das funções do fígado.

## Papel na doença
A pressão sanguínea aumentada na veia porta, hipertensão portal, ocorre em doenças de fígado (principalmente cirrose), e pode causar várias complicações (ascites, varizes esofágicas, peritonites bacterianas espontâneas).